# Johan Henric Klint
Johan Henric Klint, född 1803, död 1849, var en svensk lantbrukare och konstnär.
Han var son till guldsmeden Hindrich Christoffer Klint och Fredrique Schwan och brorson till hovbildhuggaren Gustaf Adolf Klint. Han gjorde sig känd som akvarellist och porträttmålare. Klint är representerad i Jernkontorets samlingar.